# Rentgenozdat
Rentgenozdat (podle vzoru samizdat) byl způsob samozásobitelské výroby gramofonových desek, rozšířený v padesátých a šedesátých letech dvacátého století v Československu a dalších zemích sovětského bloku. Fanoušci tak reagovali na značně omezený sortiment hudebních nosičů v obchodech, zejména v oblasti módních žánrů jako jazz a rock and roll, které bylo možno poslouchat ze zahraničních rozhlasových stanic (např. American Forces Network nebo Radio Luxembourg).
Materiálem byly vyřazené rentgenové snímky, které se upravily do tvaru gramodesky a pomocí kovové tyčinky se na ně přenesl záznam hudby z rozhlasového přijímače. Existovaly desky se 78 i 33 otáčkami, jejich častými odběrateli byli vedle milovníků pop music také světští. Krátká životnost rentgenových desek a nepříliš kvalitní záznam vedly k tomu, že je v průběhu šedesátých let nahradily magnetofony.